# Playas de Serín y La Cagonera
Las playas de Serín y La Cagonera se sitúan en el barrio de Somió, cerca del cabo de San Lorenzo, en el concejo de Gijón (Asturias, España).
Forman parte de la Costa Central asturiana, siendo de las pocas del concejo de Gijón que presentan protección medioambiental por ser LIC.

## Descripción
La playa de Serín es una rectilínea playa, en cuyo lecho se combinan rocas y gruesa arena dorada. Debido a su ubicación, un tanto alejada y a que tiene sombra muy pronto tiene baja asistencia de bañistas, por lo que en ocasiones es utilizada por nudistas. Se accede a ella o bien utilizando el transporte urbano de Gijón (Emtusa, líneas 14 y 25), o bien a partir de la Capilla de La Providencia de Somió.
Por su parte la playa de La Cagonera, presenta forma de concha y se ubica a continuación de la anterior. Es utilizada como refugio de barcas y de pescadores, ya que presenta un escaso arenal, y al tiempo lo difícil de su acceso, que no está urbanizado, hace que sea muy poco frecuentada.
Como servicios solo presentan papeleras y servicio de limpieza, además de señalización de peligro y en verano ayuda y salvamento.
Se recomienda el baño con precaución, teniendo en cuenta su fondo rocoso. En sus inmediaciones se puede practicar la pesca submarina.